# Тајмирски рејон
Тајмирски долгано-ненецки рејон или Тајмирија (рус. Таймы́рский Долгáно-Нéнецкий райóн) је општински рејон у северном делу Краснојарске Покрајине. То је највећи општински рејон у Русији.
Административни центар рејона је градић Дудинка.
Градови Нориљск (а од 2004. и градови Талнак, Каиеркан, као и насеље Снежногорск) су територија Округа Нориљск и административно они нису укључени у Тајмирски рејон.

## Географија
Рејон се налази северно од Арктичког круга, на полуострву Тајмир. Површина је 879.900 km², што заузима већу површину од већине европских земаља.
На истоку, рејон се граничи са Републиком Јакутијом, на западу је Јамалија, на југу су округ Нориљск, Туруханија и Евенкија. На северу, обале Тајмирије запљускују Карско и Лаптевско море. Рејон обухвата и архипелаг Норденшиолд, Северну земљу, као и острва Сибирјаков, Уједињенија, Сергеј Киров и друга.
Рејон има најсевернију копнену тачку света Рт Чељускин. Главне реке Тајмирије су Јенисеј, Тајмира, Хатанга и Пјасина.

## Историја
Након припајања ове територије Русији, Тајмирија је више пута мењала свој статус унутар руске државе. Од 1930. године Тајмирија је имала статус аутономног округа (видети: Тајмирски аутономни округ). Након референдума одржаног 17. априла 2005, становници Тајмирије су, заједно са становницима Евенкије, одлучили да се припоје Краснојарској Покрајини и да свој дотадашњи статус субјеката Руске федерације замјене статусом рејона.